# 아초네 비스콘티
아초네 비스콘티(이탈리아어: Azzone Visconti, 1302년 12월 7일 - 1339년 8월 16일)는 밀라노의 군주이다. 그는 후에 공국이 되는 밀라노 국가의 토대를 세운 인물로 평가되고 있다.

## 생애
페라라에서 태어난 그는 갈레아초 1세 비스콘티와 베아트리체 데스테 사이에서 태어난 유일한 적자였다. 1322년 그는 피아첸차의 군주였지만, 같은 해에 아버지와 함께 피아첸차에서 도망가게 된다. 1325년 그는 구엘프를 상대로 펼친 알토파시오 전투에 참전했었다.
1329년 60,000(또는 125,000) 플로린을 들여, 교황과 서임권 문제를 두고 대립하던 루트비히 4세로부터 밀라노의 제국 대리인 칭호를 사들였다. 아초네는 약속한 플로린 중 12,000만을 지불하였고, 쇠약한 루트비히는 그 금액만을 받을 수 밖에 없었다. 같은 해 그는 사촌인 마르코 비스콘티(Marco Visconti)의 암살범으로 이름이 거론됐었지만, 비난 받은 바는 전혀 없었다. 그의 할아버지 마테오 이후로 계속됐던 가문에 대한 파문이 종료되면서, 1330년 3월 15일 아초네는 밀라노의 종신 군주로 임명되었다.
1331년 그는 루이지 2세 디 사보이아의 딸인 카테리나 디 사보이아(Caterina di Savoia)와 혼인하였다., 같은 해 보헤미아의 왕인 얀의 아들이자 미래에 황제가 된 카를이 파비아에서 열린 연회에서 독으로 사망할 뻔하였다. 아초네는 다시 한번 의심을 받았다. 같은 해 8월 그는 이탈리아 북서부의 그의 영지를 점령하기 위해 나폴리의 로베르토에 맞서 테오도로 1세 델 몬페라토와 동맹을 맺었다. 1332년 그는 또한 베르가모와 피치게토네를, 그리고 계속해서 1335년에 로디, 크레마와 교황령에게서 양도받은 베르첼리와 크레모나 같은 롬바르디아 지역 역시도 정복하였다.
도주했었던 로드리시오 비스콘티는 베네치아와 베로나가 전쟁하던 시절에 베네치아를 지원한데 앙심을 품은 베로나의 스칼라 가문의 도움을 받아 용병 부대를 구축하였다. 로드리시오는 파라비아고 전투에서 통풍으로 고통받아 전투에 참전하지 않았던 아초네에게 패해하였고, 산콜롬바노알람브로의 성에 감금되었다.
아초네는 끝내 1339년에 통풍으로 사망하였으며, 그가 죽기 몇년 전 완공한 산 고타르도 성당에 안치되었다. 그는 남자 후계자가 아닌 딸인 루키나(Luchina)만이 있었다. 그는 또한 밀라노와 다른 롬바르디아 도시들에 훌륭한 건축물들 세운 것으로도 기억되고 있다.

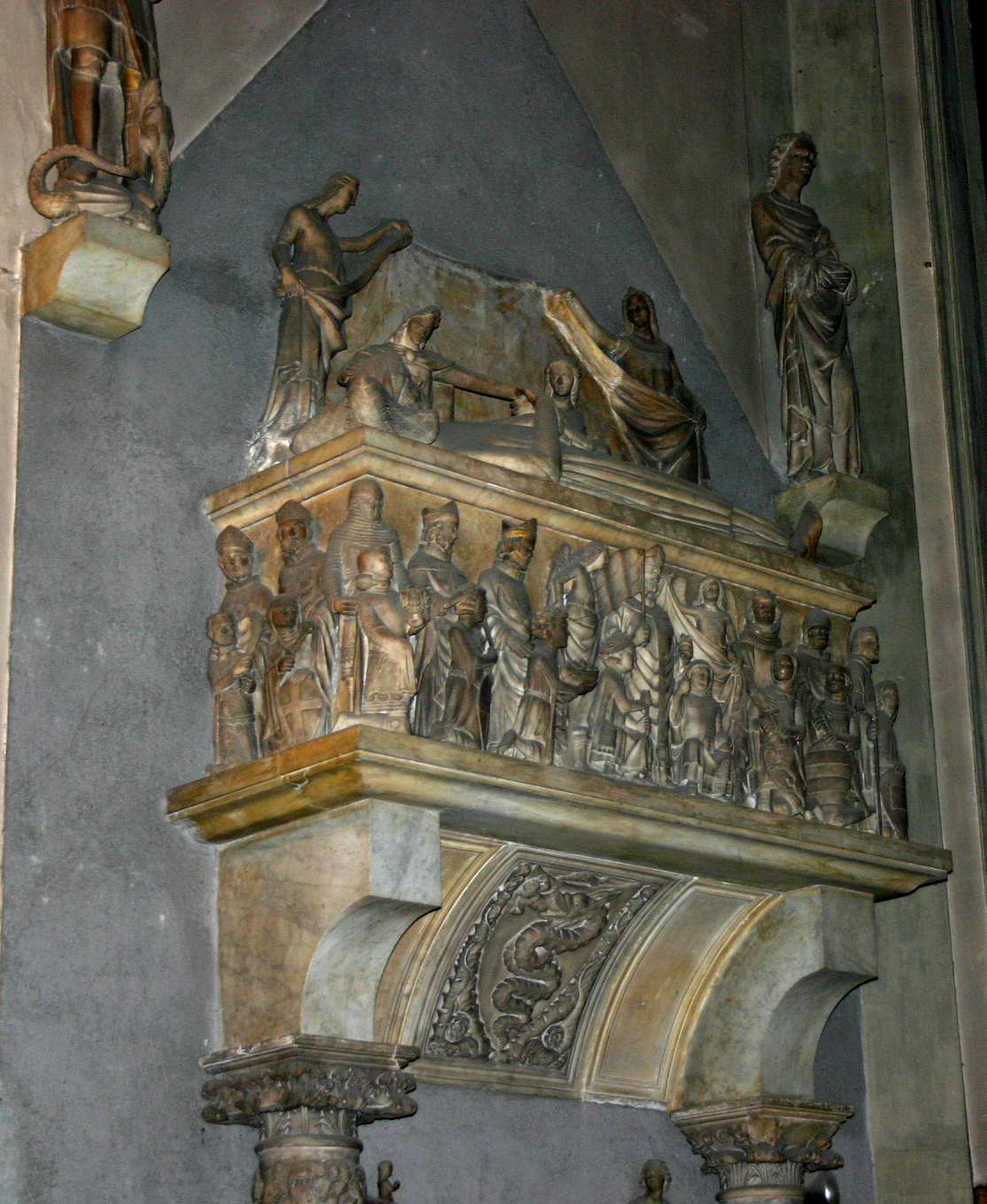
옛 밀라노 왕궁의 예배당이였던 산 고타르도 성당에 있는 아초네 비스콘티의 무덤

## 같이 보기
- 비스콘티 가문

| 전임 갈레아초 1세 비스콘티 | 밀라노의 군주 1329년 - 1339년 | 후임 루키노 비스콘티 |